# Skogsjordbruk

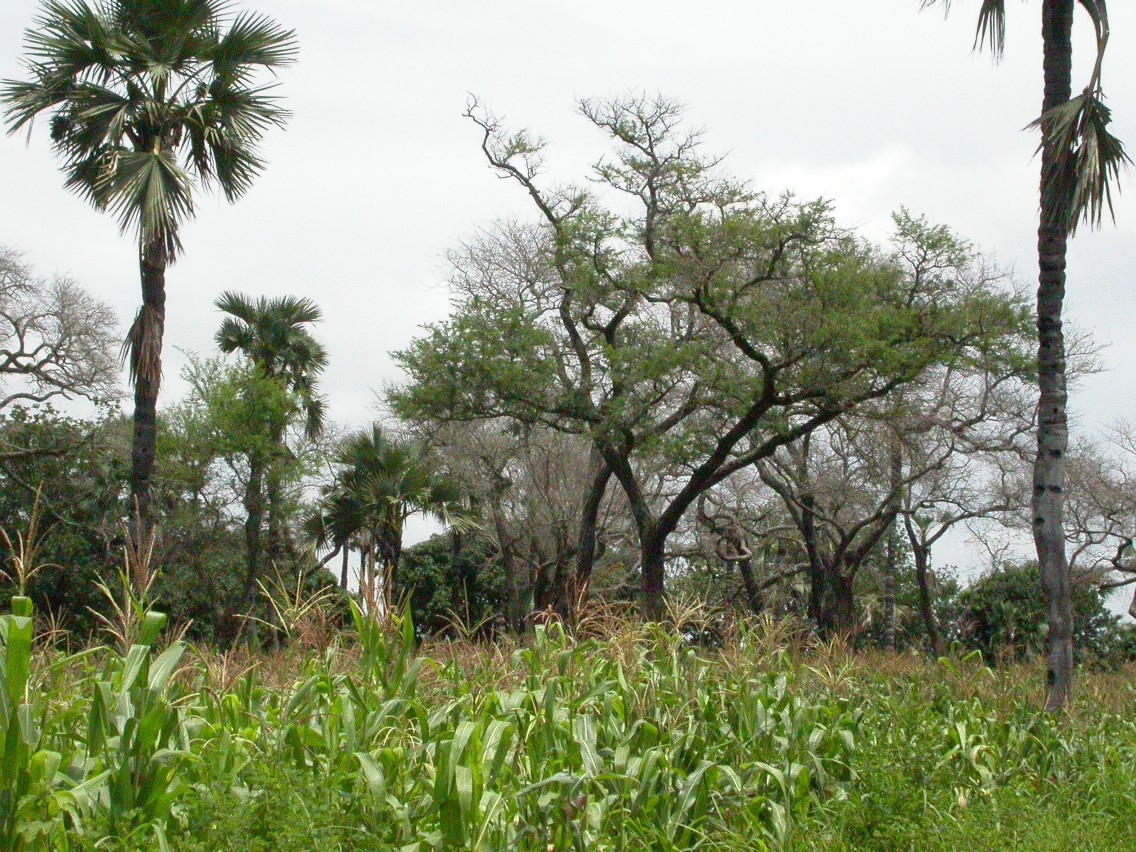
Exempel på skogsjordbruk i Burkina Faso.

Skogsjordbruk, efter engelskans agroforestry, avser användandet av träd och buskar i traditionellt jordbruk. Träd som planteras på åkrar och fält tillför marken näring, ger skugga som skyddar mot uttorkning samt förhindrar erosion. 
Skogsjordbruk syftar på ett dynamisk och naturligt baserat jordbrukssystem som integrerar träd tillsammans med grödor och/eller djurskötsel. Termen agroforestry är relativt ny och började användas 1977. “Agro” syftar på “agronomi” som betyder lantbruksvetenskap och härstammar från det latinska ordet för åker. “Forestry” betyder skogsbruk på engelska. Detta anses ge mer välmående odlingsmark och skapar förutsättningar för långsiktigt större skördar. Andra effekter är att tillgången till ved säkras. Ofta planteras fruktträd som ger ett välkommet vitamintillskott och möjliggör för familjer att sälja det som inte behövs till det egna hushållet.

## Skogsjordbrukssystem
Skogsjordbrukssystem utformar sig på olika sätt beroende på den geografiska belägenheten, men i grunden utformar det sig på liknande sätt genom att odla i flera etapper. Låga grödor på marken sedan lite högre växter och högst upp ett skyddande lövverk från träd. I östra Afrika har stor framgång uppmätts vid skogsjordbruk.
Skogsjordbruk innebär fördelar för såväl människan som naturen. Genom agroforestry blir ett småskaligt jordbruk kretsloppsbaserat och familjen ofta självförsörjande. Samplanteringen av träd och andra grödor ökar produktionen så att bönder kan bekämpa fattigdom samt ökar resiliensen i jordbruket. I skogsjordbruk kombineras exempelvis annueller med perenna växter och högre träd. Träden ger även virke till hushållen att elda med och timmer till att bygga, lövet kan användas till gödsling eller foder till djuren. Grödorna ger hushållet mat och möjligtvis en inkomst vid försäljning. Boskapsdjur ingår ofta i skogsjordbruket och ett betydelsefullt kretslopp bildas. Djurens avföring blir gödsel till jordbruket och löv och växter blir foder till djuren.

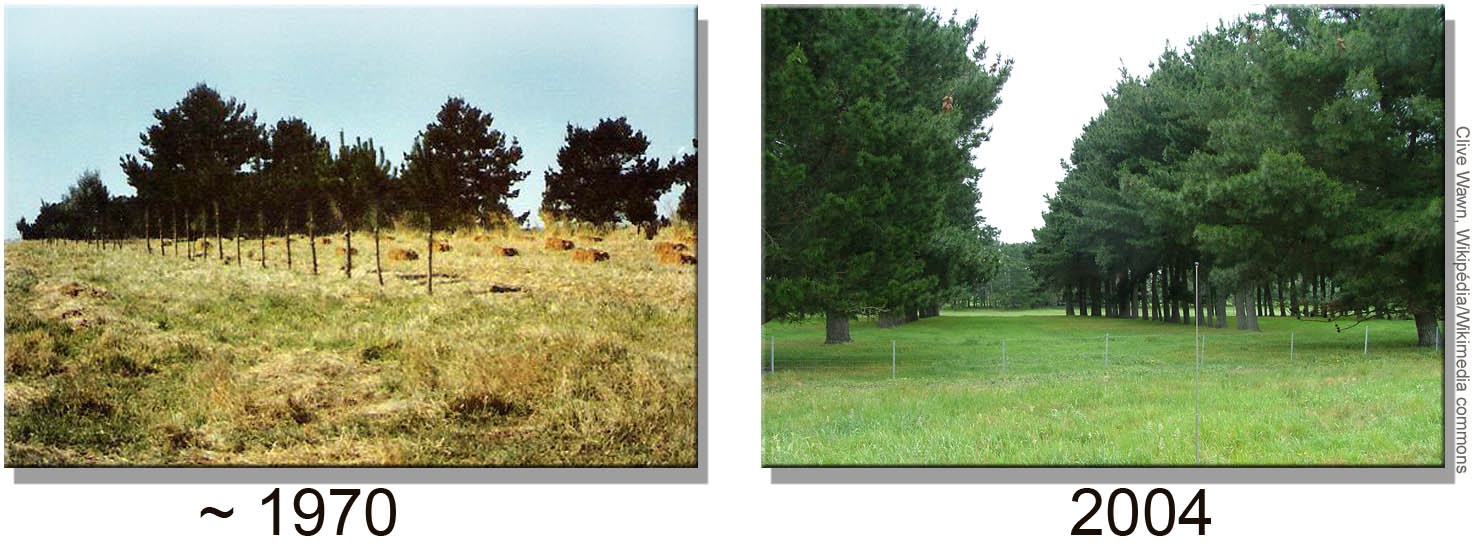
Förändringar i Australien genom skogsjordbruk.

### Fördelar
Träd som planteras på åkrar och fält tillför marken näring, ger skugga som skyddar mot uttorkning samt förhindrar erosion. På så viss gagnas jordbruket som blir mer effektivt och får större avkastning. Ett skogsjordbrukssystem liknar mer ett naturligt ekosystem eftersom fler komponenter är representerade. Det gynnar den biologiska mångfalden. Träd binder också koldioxid via fotosyntesen. Beroende på storleken på skogsjordbruket, ekonomi, klimat och andra aspekter kan ett skogsjordbruksystem ge flera fördelar: 
- Ger bönder i fattiga länder de grundläggande behoven som mat, ved, timmer, medicin, foder till djur, och organiskt användbart material.
- Ger bönder en möjligt inkomst vid försäljning av odlad mat.
- Vattenbesparande eftersom träden ger skugga åt grödorna.
- Ökar den biologiska mångfalden.
- Binder koldioxid genom fotosyntesen.
- Minskar näringsläckage från jorden.
- Minskar användandet av handelsgödsel eftersom kvävet tillförs naturligt till jorden via kvävefixering.
- Träd stabiliserar jorden och minskar jorderosion.
- Visar gott exempel på ett alternativt jordbrukssystem och förhindrar därmed skogsskövling och monokulturer.
- Bonden blir inte lika sårbar inför svängningar i klimatet, ex klimatförändringar.
- Större variation på grödorna.

I Sverige är skogsjordbruk inte vanligt förekommande. Historiskt sett har skogsjordbruk använts i större utsträckning än vad det gör idag, ett exempel är traditionellt skogsbete eller fäbodbruk. I USA används skogsjordbruk i större utsträckning, exempelvis planteras rader av träd med grödor som odlas mellan raderna. Skogsjordbruk har fått ökad uppmärksamhet i Sverige på senare år[när?] genom bland annat Vi-skogens arbete i östra Afrika. Kakao, som kräver skugga, kan exempelvis odlas under befintlig skog utan att större åverkan behöver göras på vegetationen. Detta, i motsats till traditionellt svedjebruk som fortfarande används i tropikerna, erbjuder jordbrukare en inkomst samtidigt som många ekosystemtjänster bibehålls. Vi-skogen arbetar med skogsjordbruk i Uganda, Tanzania, Rwanda och Kenya. Det förbättrar många fattiga bönders levnadsstandard samtidigt som träden binder koldioxid.

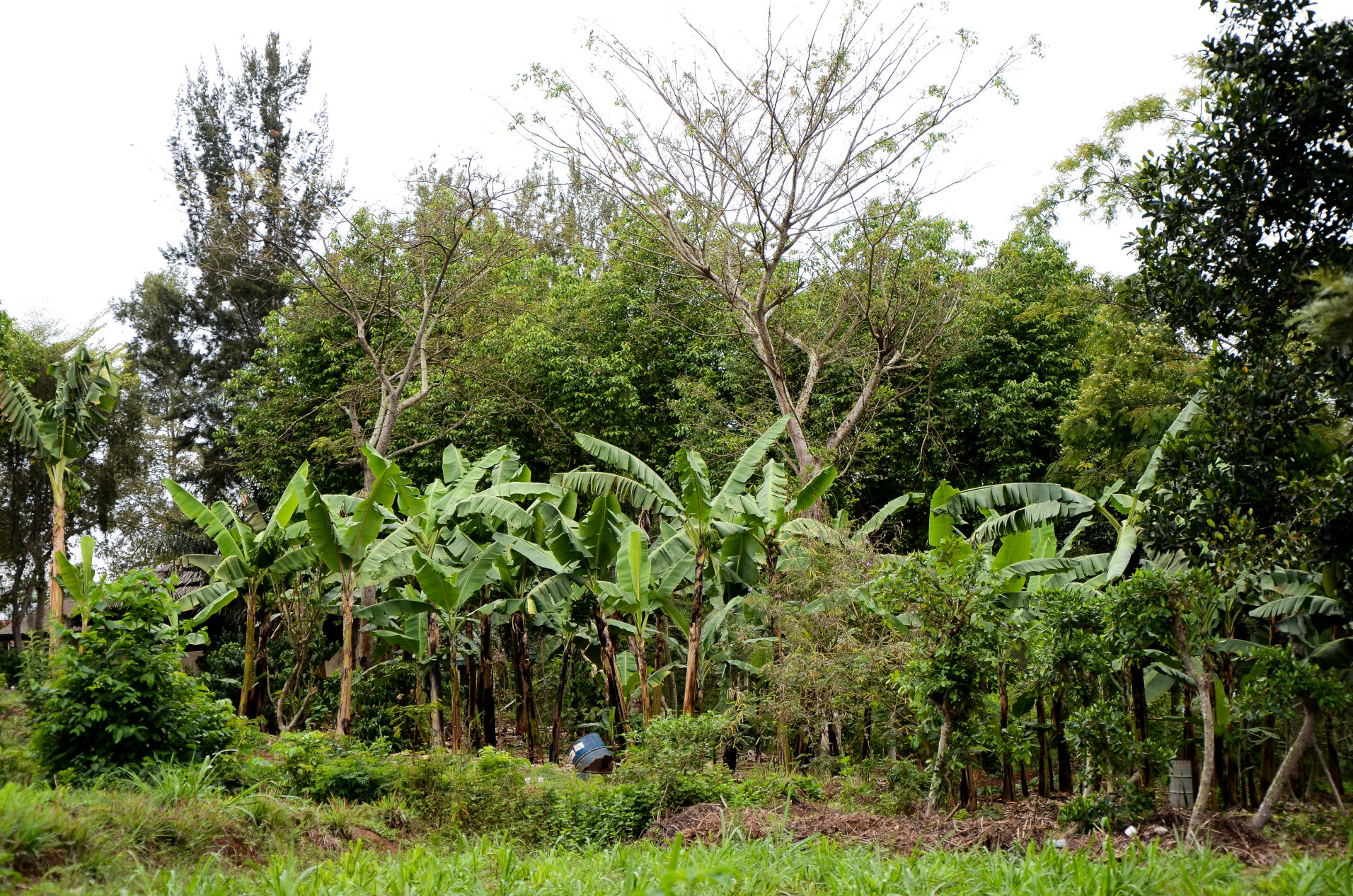
Skogsjordbruk i Masaka i Uganda.

### Kvävets kretslopp
Kvävets kretslopp är en grundläggande del av ett jordbruk. Träd, med vissa undantag, kan inte tillgodogöra sig kvävgasen av sig själva men genom kvävefixering fixeras kvävgasen till ammonium respektive nitrat som träd i sin tur kan utnyttja. Kvävefixeringen gör att kväve tillförs till jorden som blir bördigare vilket minskar behovet av handelsgödsel.

#### Kvävefixerande träd
Det finns vissa träd som kan fixera luftkväve. Baljväxter kan fixera kväve. Familjen Leguminosae har flest kvävefixerande träd som är lämpliga för skogsjordbruk. Plantering av snabbt växande kvävefixerande träd visar stora framgångar i matproduktionen i många länder i Afrika. Genom att utnyttja träd och buskars naturliga kvävefixering blir den annars utarmade jorden bördigare, vilket gagnar grödorna i närheten. I Malawi har stor framgångar uppnåtts genom plantering av kvävefixerande träd i kombination med andra grödor. Under en tioårsperiod använde man kvävefixerande träd, främst Tephrosia vogelii och Gliricidia sepium och majsproduktionen ökade från 1 ton/hektar till 3,7 ton/hektar under perioden, vilket gav mat och inkomst till många bönder. Kvävefixerande träd används som alternativ till konstgödsel, vilket är bra ur miljösynpunkt.

#### Kolets kretslopp
Kolets kretslopp är också en väsentlig del i ett jordbruk. Nästan 20 procent av världens totala koldioxidutsläpp kommer från förändrad markanvändning, framförallt avskogning. Ett hektar skog binder mycket kol i biomassan men när skogen skövlas för att exempelvis frigöra markområde för ett monokulturellt jordbruk frigörs även stora mängder kol i atmosfären. I ett skogsjordbrukssystem tas koldioxiden som finns i luften upp av träden och genom fotosyntesen omvandlas koldioxid och vatten till energirika kolhydratmolekyler samt syrgas. Kolhydraterna används sedan till trädets uppbyggnad. Genom trädens förmåga att binda koldioxid bidrar det till att mindre växthusgaser släpps ut i atmosfären och därmed minskar den globala uppvärmningen.

### Mikroklimat
Mikroklimatet påverkas också av träden. Träden ger skugga åt de lägre växterna som då inte behöver lika mycket vatten och skyddar mot vind. De markbiologiska processer påverkas positivt genom att träden ger mer liv åt markfaunan. Kombinationen av de olika komponenterna som ingår i ett skogsjordbrukssystem gynnar den biologiska mångfalden vilket är en förutsättning för ett ekosystems resiliens. Skogsjordbruk blir då motståndskraftigt mot klimatförändringar.